# Fake Taxi
Fake Taxi (укр. Фейк Таксі) — це порнографічний сайт, на якому створюються відео в жанрі реаліті-порнографії. Засновником і власником сайту є британець Джонатан Тодд, який відомий під псевдонімами «The YouPorn Guy» та «JT», який також є засновником сайту YouPorn.

## Історія
Сайт Fake Taxi створений у квітні 2013 року компанією Really Useful Ltd, яка належить Джонатану Тодду. За створення сайту Тодд отримав нагороду «Генерального директора року» від вебсайту новин індустрії для дорослих XBIZ. Сестринськими сайтами Fake Taxi є Fake Agent і Public Agent.

## Опис
Відео на сайті Fake Taxi дотримуються схожого сюжету, який починається з розмови між водієм таксі та пасажиркою. У більшості випадків у першій сцені відео з'являється порноакторка, яка зображує пасажирку, що заходить у таксі. Водій переконує її вступити в статевий акт на задньому сидінні таксі. Переконання часто підживлюються відсутністю коштів у пасажирки. Сайт Fake Taxi має безплатні відео для перегляду, однак більшість вмісту можна переглядати лише за умови платної підписки. Fake Taxi також викладає відео на таких сайтах, як Pornhub і YouPorn.

## Female Fake Taxi
У лютому 2016 року було запущено сайт Female Fake Taxi. Відео мають таку ж концепцію, що й Fake Taxi, однак зі зміною гендерних ролей — жінка керує автомобілем і спокушає пасажира (а іноді й пасажирку) .

## Транспортні засоби
Сюжет відео відбувається поблизу або в автомобілі Geely TX4. У лютому 2019 року Fake Taxi виставив на продаж на аукціоні eBay таксі TX4 2006 року випуску. Під час торгів лот досяг ставки у 66 000 фунтів стерлінгів, перш ніж eBay видалив продаж через порушення своєї політики щодо продажу товарів з біологічними рідинами.